# 洋介
洋介（ようすけ、1978年12月11日 - ）は、日本の男性ファッションモデル。
福岡県出身。ギグマネジメントジャパン所属。

## 人物
主に広告や数多くのテレビCMなどに出演しモデルとして活躍。モデル以外の活動はグラフィックデザイナー（コンピューターグラフィック）。
特技は二胡、アフリカンドラム。

## 主な出演

### CM
- マイクロソフト
- サッポロビール「ヱビスビール」
- BRAUN「360°コンプリート」
- TOYOTA カローラ「40年目の特別なカローラ」
- アイフルホーム
- CFJ「ディック」　他

### 広告
- 日立・Prius
- 椿山荘
- 無印良品
- ランスタットホールディング
- au
- 京王プレッソイン

### 雑誌
- MEN'S NON-NO　他